# Torneo de Delray Beach 2024
El Delray Beach Open 2024 fue un evento de tenis de la ATP Tour 250 serie. Se disputó en Delray Beach, Estados Unidos en el Delray Beach Tennis Center desde el 12 hasta el 19 de febrero de 2024.

## Distribución de puntos
| Modalidad            | Campeón | Finalista | Semifinales | Cuartos de final | 2ª ronda | 1ª ronda | Clasificados | 2ª ronda de clasificación | 1ª ronda de clasificación |
| Individual masculino | 250     | 165       | 100         | 50               | 25       | 0        | 13           | 7                         | 0                         |
| Dobles masculino     | 250     | 150       | 90          | 45               | 20       | 0        | -            | -                         | -                         |

## Cabezas de serie

### Individuales masculino
| Tenista           | Ranking | Preclasificado |
| Taylor Fritz      | 9       | 1              |
| Frances Tiafoe    | 14      | 2              |
| Tommy Paul        | 15      | 3              |
| Adrian Mannarino  | 17      | 4              |
| Miomir Kecmanović | 40      | 5              |
| Matteo Arnaldi    | 41      | 6              |
| Daniel Evans      | 42      | 7              |
| Max Purcell       | 43      | 8              |

- Ranking del 5 de febrero de 2024.[2]

### Dobles masculino
| Tenistas                             | Ranking | Preclasificado |
| Santiago González Neal Skupski       | 17      | 1              |
| Hugo Nys Jan Zieliński               | 51      | 2              |
| Julian Cash Robert Galloway          | 102     | 3              |
| Gonzalo Escobar Aleksandr Nedovyesov | 104     | 4              |

## Campeones

### Individual masculino
Taylor Fritz venció a  Tommy Paul por 6-2, 6-3

### Dobles masculino
Julian Cash /  Robert Galloway vencieron a  Santiago González /  Neal Skupski por 5-7, 7-5, [10-2]